# Pomayrols
Pomayrols település Franciaországban, Aveyron megyében. Lakosainak száma 118 fő (2022. január 1.). Pomayrols La Capelle-Bonance, Saint-Laurent-d’Olt, Trélans és Saint-Geniez-d'Olt-et-d'Aubrac községekkel határos.

## Népesség
A település népességének változása:
| Lakosok száma | 283  | 178  | 182  | 156  | 130  | 125  | 119  | 120  | 120  | 118  |
|               | 1968 | 1982 | 1990 | 2006 | 2013 | 2015 | 2017 | 2019 | 2020 | 2022 |